# Revista Universidad de Antioquia
La Revista Universidad de Antioquia es la publicación más emblemática de la Universidad de Antioquia, una de las revistas culturales más importantes de Colombia y que actualmente es de  contenido libre. Fue establecida en 1935, convirtiéndose en la primera revista universitaria del Departamento de Antioquia. Su sede se localiza en la ciudad de Medellín, en el bloque 28 de la Ciudad Universitaria. Desde su fundación se ha consolidado como una de las mejores revistas de su medio en el país, su publicación es trimestral y maneja una cuidadosa selección de temas literarios, filosóficos, históricos, artísticos y científicos, e igualmente toca temas sociales y económicos del momento.

## Historia

### Antecedentes
En el gobierno de Alfonso López Pumarejo (1934-1938) cuando, siendo ministro de educación el doctor Luis López de Mesa, se promulgó la ley 68 de 1935. Dicha disposición generó grandes reformas a la educación superior, permitiéndole a las universidades la libertad de cátedra y autonomía en el área administrativa, claro esta que con la fuerte oposición de la Iglesia y del partido conservador, que la atacaron por creerla de carácter anticatólico. 
Mediante la reforma, surgieron además cambios pedagógicos, nuevos estudios profesionales que buscaron responder tanto a las modificaciones en la base económica de Colombia como al nuevo pensamiento ideológico que empezaba a surgir. Con las nuevas carreras, se implantaron cátedras novedosas en ciencias y en humanidades que, al mismo tiempo que renovaron gradualmente el entorno cultural de los educandos, crearon necesidades de información y documentación. 
La Universidad de Antioquia participó de ese momento renovador acogiéndose a las nuevas directrices, se reorganizó la biblioteca dando paso a la Biblioteca Central, que, junto con la Revista y la Emisora Cultural, sirvió de base a un amplio programa de extensión cultural.

### Nace la Revista
A principios del siglo XX la Biblioteca de la Universidad, había estado muy mal manejada quedando reducida a un cuarto donde apenas contaba con dos mil volúmenes, cifra ocasionada por los hurtos, la mala preservación y la censura bibliográfica. En 1935 se entregó la administración de la biblioteca al Dr. Alfonso Mora Naranjo, quien le dio vida propia y la denominación de Biblioteca Central. Mora fue profesor universitario, gramático y literato, administrador de varias entidades educativas públicas y privadas, agregado cultural de Colombia en Lima y alto ejecutivo bancario, puesto que dejó para concentrarse a las nuevas ocupaciones universitarias que le encargó el rector Clodomiro Ramírez. 
Bajo su administración surgió en 1935 la que fue la primera revista universitaria de Antioquia, vista como la continuación de los antiguos Anales de la Universidad de Antioquia, divulgados desde 1882, los cuales informaban sobre la vida universitaria, como las calificaciones logradas en las distintas materias, los resultados de asistencia y conducta, las actas de los exámenes de grado, los discursos reglamentarios y las intervenciones importantes, e igualmente, las tesis de grado que por su buen nivel y calidad académica merecían ser publicadas.
En aquel momento, Medellín apenas comenzaba a dejar atrás su imagen del siglo XIX, contaba con un proceso significativo de industrialización, un activo nivel comercial y financiero, y su población comenzaba a crecer a ritmos apresurados. La ciudad, contaba en 1905 con 59.815 habitantes, treinta años más tarde se había triplicado la población. Los estudiantes de educación superior no sobrepasaba en total la cantidad de setecientos, esparcidos en la Escuela de Minas (110 alumnos) y en las tres escuelas de la Universidad de Antioquia: derecho (185 estudiantes), medicina (178) y filosofía y letras (182).
Al poco tiempo, el excelente manejo del doctor Mora, el apoyo institucional a su gestión y la contribución de publicaciones periódicas suministrado por el sistema de canje de la revista, llevaron a elevar el número de libros y folletos a 5.926 en 1936. El monto de revistas disponibles pasó de 82 en 1934 a 2.142 en 1936. Los usuarios lograron entonces la significativa cifra de 32.205. Para esta fecha ya no era insólito ni reprochable que en los estantes coexistieran, en paz y sin el peligro de censura, Winston Churchill con Benito Mussolini, y la Biblia con El Capital y el Corán. 
Con un pensamiento fiel, abierto y pluralista, la revista formuló entre sus planes, desde el primer número, el estar "destinada a promover el espíritu de investigación científica entre los profesores y los alumnos de las aulas universitarias". Transcurrían los tiempos en que se buscaba promover la educación técnica, más ajustada a las necesidades del desarrollo de industrialización, ya en camino de fortalecimiento una vez superados los efectos desfavorables de la gran depresión de 1929. 
Los fundadores eran conscientes de la importante transición histórica que se vivía en aquellos días. Manifestaron que la revista 

ha abierto los ojos atónicos en un momento de la historia en que se derrumban estrepitosamente muchos sistemas que los hombres de las generaciones anteriores teníamos como dogmas científicos permanentemente demostrados (...). De una cosa sí estamos seguros: por fundamentales que sean los cambios que ya se vislumbran en la estructura política, económica y social del mundo, ellos abrirán nuevos campos de combate en la lucha contra la injusticia, la ignorancia, las enfermedades, la explotación humana, el despilfarro y la guerra.

Se plasmó en el primer número un espíritu pluralista y heterogéneo que identificaría a la revista en los sucesivos años. Seis sonetos a una ceiba convivían con una cuestión jurídica sobre la representación del incapaz para suceder y con un análisis del marxismo y del derecho natural. Se incluyó de igual forma un repaso a la situación preocupante en Europa (Hitler, el rearme alemán), y se implantó una sección, que sería clásica, de reseñas bibliográficas y de actividades universitarias. 
Rápidamente la revista consiguió el aprecio de lectores tanto nacionales como extranjeros. Poco a poco entre sus páginas se dio espacio a nuevos temas en ciencias naturales y sus aplicaciones (geografía, astronomía, agronomía; zoología, medicina), y a nuevos estilos en el saber humanístico (antropología, pedagogía, lingüística, sociología). 
La dimensión original de la revista duró hasta el número 70, cuando se aumentó y se añadieron nuevas secciones como las enfocadas a la cultura antioqueña, a mostrar las polémicas, discursos y conferencias de los personajes académicos que pasaron por la Universidad. El ejemplar número 100 salió en octubre de 1950, y desde ese momento, nuevos temas tuvieron espacio y la revista logró mayor independencia referente a la vida universitaria. Los problemas colombianos, el folclor y temas artísticos de actualidad son muestra de ello, así como el acompañamiento de un cuadernillo de poesía. 
En 1953 un inquieto joven de 22 años se unió a la revista como redactor, y permaneció vinculado a ella hasta 1956. Era el futuro fundador del nadaísmo, Gonzalo Arango, quien participó con reseñas de libros y en las actividades editoriales. 
Como consecuencia del golpe militar del 13 de junio de 1953 de Gustavo Rojas Pinilla, en 1954 el doctor Mora, después de casi veinte años de continuo trabajo, en los cuales se publicaron 115 ejemplares de la revista, fue sustituido por el profesor José Ignacio González, en una decisión con tinte político, y que no fue bien recibida por la comunidad universitaria. Con su retiro se concluye la primera etapa de la revista, en la cual, aparte de los docentes y personajes de prestigio que colaboraban frecuentemente, hicieron sus primeras publicaciones, o se ratificaron como autores en crecimiento, Abel Naranjo Villegas, Antonio Panesso Robledo, Edgar Poe Restrepo, Ciro Mendía, Joaquín Vallejo Arbeláez, Teresa Santamaría de González, Manuel Mejía Vallejo, René Uribe Ferrer, Belisario Betancur, Graciliano Arcila Vélez. Muy destacable fue la labor de reseña de libros, con especial preferencia por los temas literarios, jurídicos e históricos; tan sólo Gonzalo Arango publicó 39 notas bibliográficas entre 1953 y 1956. En las páginas de la revista se habló, por primera vez en el medio, La hojarasca de García Márquez. Y en sus páginas salió publicada la primera traducción al español de El pez soluble de André Breton, en una separata enfocada a los poetas surrealistas, gracias a la cual, como lo ha dicho en varias entrevistas, Álvaro Mutis se sintió motivado a escribir poesía. Sin duda, esto solo ya justifica la existencia de la revista. 
Aquella época, entre los colaboradores especiales, cabe mencionar a Luis Ospina Vásquez y al investigador estadounidense James Parsons, quien publicó adelantos de su libro esencial sobre la colonización antioqueña (Antioqueño colonization in western Colombia). En la revista Ernesto Cardenal dio a conocer, por primera vez, sus Salmos. Todo esto y variadas traducciones de temas de vanguardia posicionaron a la publicación entre las principales de su género en Colombia. Como reconocimiento del nivel conseguido, la revista obtuvo los premios en las exposiciones internacionales de Cuba y Argentina en 1937 y 1940, respectivamente.

### El declive
El periodo de la nueva administración duró de 1954 a 1962, durante el cual se publicaron los números 116 a 151. Sin el gran profesionalismo que le proporcionaba el doctor Mora y con la sombra de la dictadura militar, la revista no se desempeñó al ritmo que traía desde antes. Sin embargo, cabe destacar, que se dedicó un espacio mayor a las notas enfocadas a comentar las expresiones artísticas y las dinámicas culturales de la urbe. Se continuaron publicando artículos sobre varios temas literarios y científicos pero, a pesar de ser un medio de discusión y difusión universitaria, la revista se mantuvo alejada del análisis político, económico y social de Colombia, que en aquel momento afrontaba situaciones de violencia, dificultades agrarias, desempleo urbano y reorganización de su estructura industrial. 
En 1960 se realizaron cambios en la presentación, mejoras en la calidad editorial y en el papel de la publicación; como curiosidad se incluye de publicidad pagada, lo que probablemente ayudó a costear los cambios editoriales. 
Estos años no estuvieron caracterizados por la innovación y las contribuciones en materia científica o artística. La revista mantuvo un estilo más convencional y sus destacados años quedaron en el pasado. 
En 1963 se inició un tercer período de la publicación, bajo la dirección de Jorge Montoya Toro, y se extendió hasta 1972, tiempo durante los cuales surgieron los números 152 a 185. Se ocuparon como redactores Gonzalo Cadavid Uribe y Jaime Mercado Jr. La revista no cambió el enfoque que había adquirido en los últimos años, y más bien se aumentó el énfasis en un humanismo y literatura convencional. El material de la publicación se organizó en una mezcla, que lo único que resultó fue una diversidad de temas tratados de forma superficial, donde ingenuamente se buscaba proporcionarles gusto a casi todos, pero, a la vez, se trataba de alejar a la revista de los conflictos universitarios de aquellos tiempos. Reseñas de libros, estudios de filosofía y sociología, crítica literaria, estudios científicos y vida universitaria compartían espacio en las páginas con varias antologías de poesía realizadas por el director. 
En 1969 la revista se separa de la Biblioteca Central, y es adscrita al recientemente establecido departamento de publicaciones. Al poco tiempo, y después de casi cuarenta años sin interrupciones, se suspende su publicación, justo en una época de grave crisis universitaria y serios problemas políticos. 
En octubre de 1972, regresó bajo la dirección del poeta Carlos Castro Saavedra y de Luis Eduardo Acosta. Comparándola con los otros periodos, fue tal vez la peor época de la revista, se dio un gran giro en el contenido y la presentación, en total decadencia frente a la habitual calidad editorial. En aquel momento, se reinició con el número 115, fue un producto editorial lamentable, que no solo modificó las secciones tradicionales, desapareciendo hasta los artículos de base, se introdujo un insólito desorden y mal gusto en temas de diagramación, ilustraciones y tipografía. Este período coincidió con una nueva crisis universitaria, generando inestabilidad en la dirección y en el equipo de colaboradores, terminando en un alejamiento entre la revista y la comunidad universitaria de la que se supone órgano de expresión. Pronto se hizo visible el distanciamiento frente a las actividades culturales e intelectuales y en relación con los problemas nacionales, además, el continuo declive de la calidad en el contenido y el diseño, fueron factores que llevaron a la revista a desaparecer con el número 200-201, en junio de 1977. En aquel momento, los artículos se limitaban a ser cortos, "sin pretender agotar el tema", según explicaba la dirección. La poesía fue el detonante de una polémica local, reflejo del pésimo estado en se encontraba la revista. El debate se generó a raíz de la publicación, la cual sería el último número, de una separata con versos del caldense Fernando Mejía, en donde los editores no tuvieron el menor pudor en presentar con gran alusión como "el poeta vivo más grande de América".

### Resurgimiento y consolidación
Desde entonces, varios y complicados problemas universitarios imposibilitaron que regresara la revista institucional. Contantes variaciones en la administración, huelgas, problemas económicos y falta de responsabilidad de las distintas dependencias con la revista, extendieron la interrupción hasta el último trimestre de 1985, bajo la dirección del escritor Juan José Hoyos. Después de siete largos años en los que nacieron varias publicaciones periódicas especializadas en ciertas facultades de la Universidad, la revista fue parte, al regresar, de los trabajos que se hacían para restablecerle a la Universidad su estabilidad académica y por devolverla a la sociedad. 
Con el número 202, el rector de aquel momento, Santiago Peláez, estableció las nuevas medidas que rigen la más reciente etapa de la revista: 

(... ) habrá de servir de punto de unión y de referencia constante del estado actual del trabajo cultural, creativo e investigativo de la Universidad, del país y fuera de él. Uno de sus propósitos es rescatar el, prestigio que tenía y abrir un espacio nuevo y singular para divulgar el arte, la literatura, la ciencia, la crítica y la imaginación. De este modo buscamos romper el aislamiento de la Universidad con su medio y conectarla con todos los ámbitos del mundo exterior.

En 1993, el escritor Héctor Abad Faciolince ocupó la dirección de la revista. Con novedosas cubiertas y el aporte de artistas que continuaron colaborando con ilustraciones originales, la revista consolidó su enfoque de publicación cultural orientada a lectores en general, sin incurrir en lo frívolo o en lo superficial; así, ha resaltado tanto en la multiplicidad de temas en áreas de las ciencias y las humanidades, como en las traducciones (de literatura y divulgación científica) y en las polémicas (sociología, historia, política, medicina). Algunos números han brindado al lector entregas especiales: "el amor", "el fútbol" o "Voltaire". En 1995, la Revista Universidad de Antioquia cumplió sesenta años de vida, ocasión en la que publicó un completo índice que demuestra por sí solo el aporte significativo que la revista ha hecho a la cultura antioqueña y colombiana. A partir del número 242 pasó a dirigir la revista el profesor Luis Fernando Macías.
Este último período que vive hoy en día la revista, está marcada por una notoria presentación, una estimación por la diagramación y por las ilustraciones, además, de una cuidadosa selección de los temas, que ineludiblemente muestran las dificultades sociales y económicas del momento, pero sin apartar, fiel a su tradición, los temas literarios, filosóficos, históricos, artísticos y científicos. Igualmente, se retomó las secciones de crítica bibliográfica, la información de la vida universitaria, y al final se adicionan cuadernillos de música y poesía. El actual director de la Revista es el poeta, narrador, grabador y dibujante medellinense Elkin Restrepo.
Esta etapa está apoyada por una organización administrativa y el respaldo económico de la Universidad y de los suscriptores y lectores. Restituido su periodo trimestral, con modernos equipos de edición e impresión y un renovado grupo de colaboradores de diferentes estilos, la publicación ha recuperado con creces el sitio que tenía entre las revistas colombianas.